# 12581 Rovinj
12581 Rovinj (tên chỉ định: 1999 RE34) là một tiểu hành tinh vành đai chính. Nó được phát hiện ở Đài thiên văn Višnjan ở Višnjan, Croatia, ngày 8 tháng 9 năm 1999. Nó được đặt theo tên thành phố thuộc Rovinj, Croatia.